# Pternistis camerunensis
El francolín de Camerún (Pternistis camerunensis) es una especie de ave galliforme de la familia Phasianidae endémica de Camerún.